# Cementerio de Woodlawn

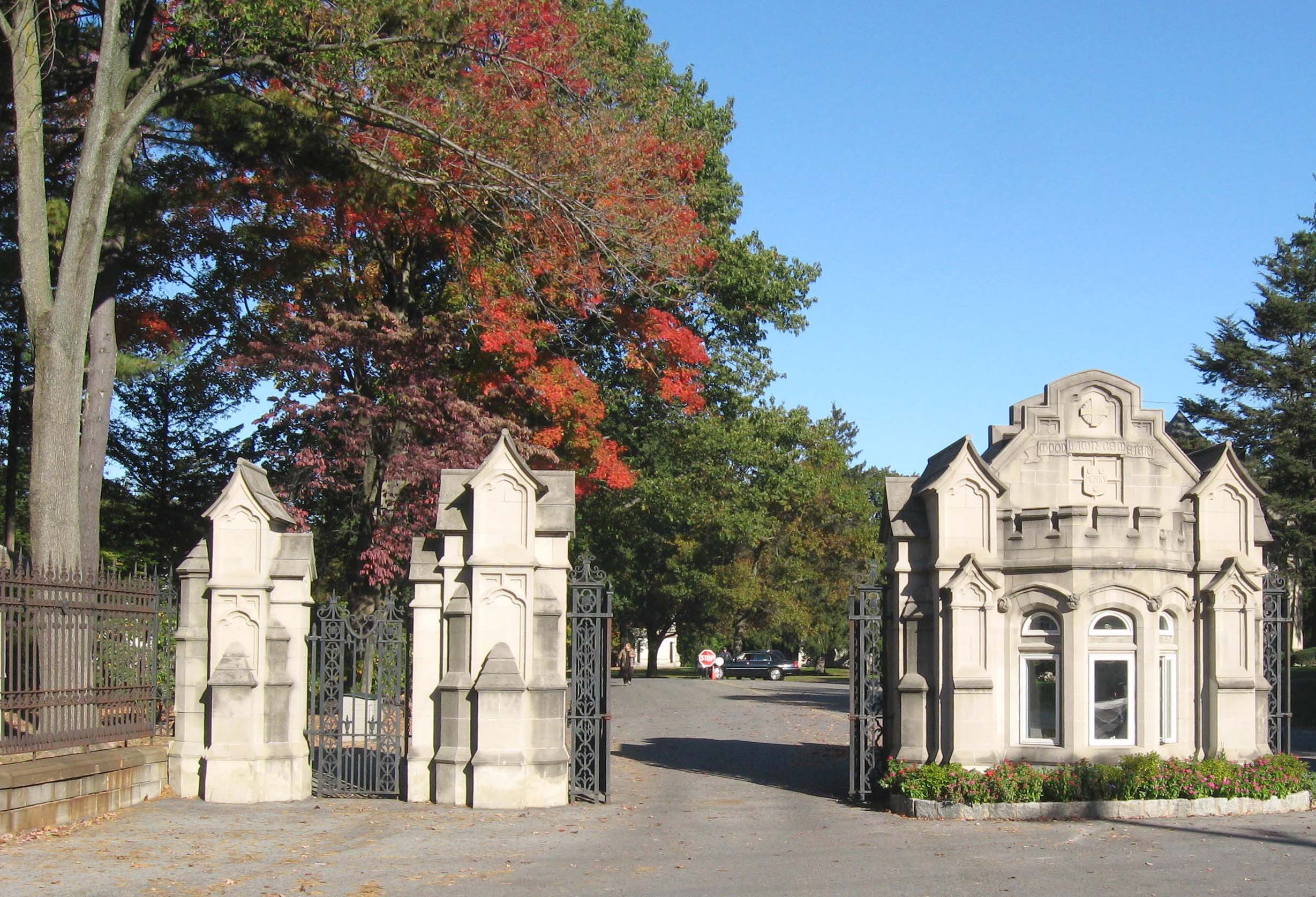
Puerta del cementerio en la Avenida Jerome.

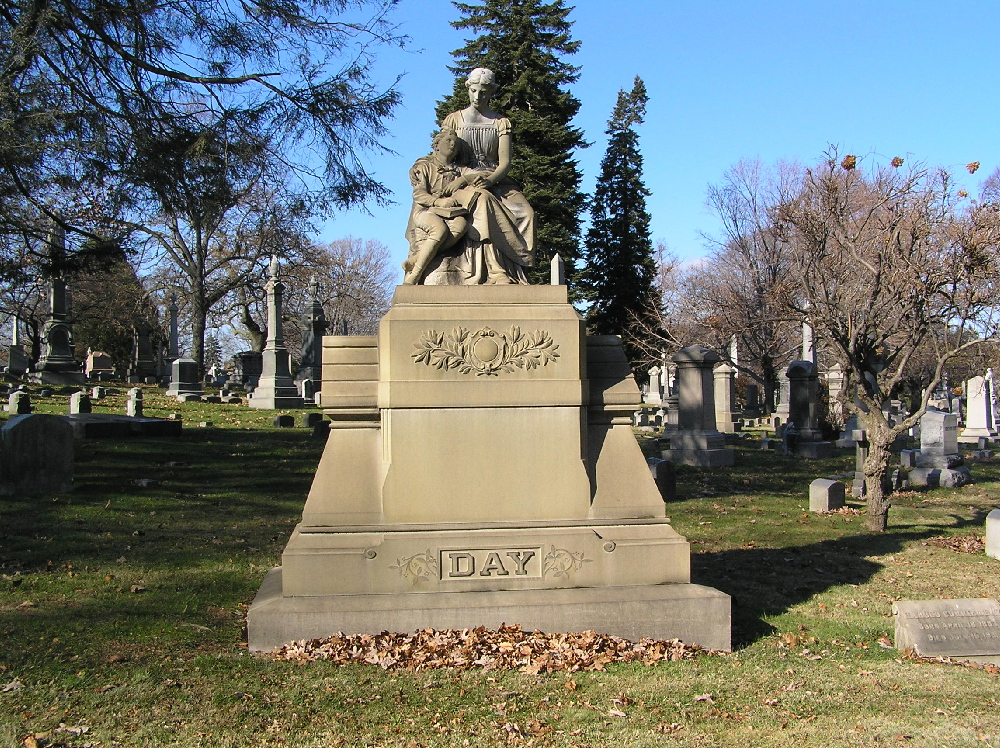
Monumento y tumba de Clarence Day.

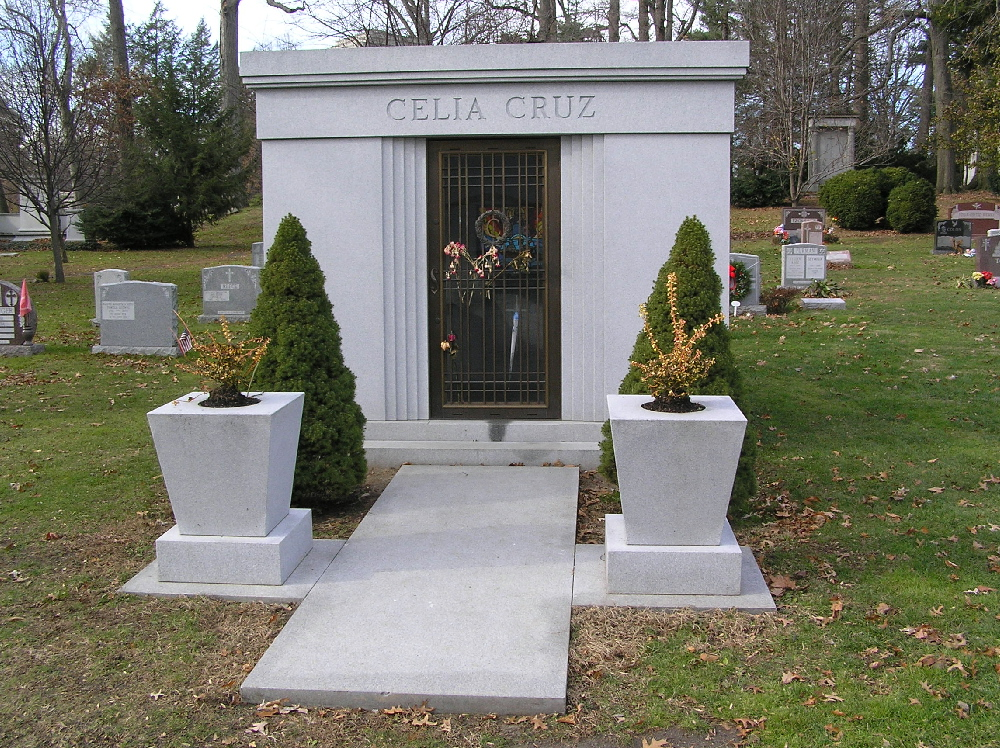
Mausoleo de Celia Cruz.

El Cementerio de Woodlawn es uno de los más grandes de la ciudad de Nueva York. Abrió como cementerio rural en el Bronx en 1863, en lo que entonces era el sureño Condado de Westchester, en una zona que pasó a formar parte de la ciudad de Nueva York en 1874. Cuenta con más de 160 hectáreas y en él se ha enterrado a más de 300.000 personas. 
Está construido sobre unas colinas ondulantes y sus calles están alineadas de árboles. Cuenta con monumentos conmemorativos únicos diseñados por McKim Mead & White, John Russell Pope, James Gamble Rogers, Cass Gilbert, Carrère and Hastings, Sir Edwin Lutyens, Beatrix Jones Farrand y John LaFarge.
Entre las personas enterradas más conocidas están  Countee Cullen, la periodista Nellie Bly y el novelista Herman Melville, el percusionista Tito Puente, los músicos Celia Cruz, Irving Berlin, Miles Davis, Duke Ellington, W.C. Handy y Max Roach, la pareja de magos Alexander Herrmann y Adelaide Herrmann, junto con empresarios como el magnate naviero Archibald Gracie y el fundador de grandes almacenes Rowland Hussey Macy.

## A
- Charles H. Adams, político
- Anthony Allaire
- Vivian Beaumont Allen
- Vincent Alo
- Princesa Anastasia de Grecia y Dinamarca enterrada con sus padres en el mausoleo familiar.
- John Murray Anderson
- Alexander Archipenko
- Herman Ossian Armour
- Hugh D. Auchincloss
- James C. Auchincloss

## B
- Benjamin Babbitt
- Jules Bache
- James Anthony Bailey
- Jacob Baiz
- Joseph C. Baldwin
- Billy Bang
- Frances Elizabeth Barrow
- Diana Barrymore
- Nora Bayes
- Charles Becker
- Digby Bell
- Laura Joyce Bell
- Alva Belmont
- Oliver Belmont
- Irving Berlin, compositor y letrista
- Maximilian Berlitz
- Samuel Betts
- Big Pun, rapero americano.
- Amelia Bingham
- Ausburn Birdsall
- Elizabeth Bisland
- Cornelius Bliss
- Nellie Bly
- Coralie Blythe
- George Boldt
- Robert W. Bonynge
- Emma Booth, involucrada con el Ejército de Salvación
- Gail Borden
- Bostwick family
- Anne Lynch Botta
- William V. Brady, Alcalde de New York City
- Josephine Brandell
- Boris Brasol
- Herbert Brenon
- Bricktop
- Benjamin Bristow
- Addison Brown
- Henry Bruckner, Presidente del Condado de Bronx
- Charles Waldron Buckley
- Ralph Bunche, United Nations oficial y diplomático
- Richard Busteed
- Benjamin Franklin Butler (1795–1858), abogado
- Charles Butler

## C
- Hervey C. Calkin
- Harry Carey
- Charles A. Carleton
- Diahann Carroll
- Vernon e Irene Castle, conocido equipo de baile marido y mujer, estrellas de cine
- Carrie Chapman Catt
- Alfred C. Chapin
- John Wilbur Chapman, Evangelista, Autor, escritor de himnos
- Robert Chesebrough
- Joseph Hodges Choate, abogado, diplomático
- Bobby Clark (comedian)
- Horace F. Clark
- Huguette Clark
- William A. Clark
- Henry Clews
- George M. Cohan – estatua de bronce en Times Square
- Ornette Coleman
- Barron Collier
- Samuel Colman,  pintor, diseñador de interiores y escritor
- Ida Conquest
- Austin Corbin
- Ricardo Cortez
- Lotta Crabtree
- Charles Nelson Crittenton
- William Nelson Cromwell
- Celia Cruz, cantante cubana
- Countee Cullen
- Frederick Kingsbury Curtis

## D
- Leopold Damrosch
- Jess Dandy
- Miles Davis
- Clarence Day
- Zachariah Deas
- Cornelius H. DeLamater
- George W. De Long
- Rafael Díez de la Cortina y Olaeta, lingüista
- Sidney Dillon
- E.L. Doctorow
- Charles Cleveland Dodge, General de Brigada más joven, Guerra Civil Americana
- William E. Dodge
- Richard Dorson
- Elsie Driggs, pintor del Precisionismo
- Paul Du Chaillu
- Vernon Duke
- Finley Peter Dunne
- William C. Durant

## E
- Gertrude Ederle, nadadora que batió récords
- Gus Edwards, compositor
- Duke Ellington
- Albert Ellis

## F
- Benjamin L. Fairchild
- David Farragut
- Edoardo Ferrari-Fontana
- Bud Fisher
- Clara Fisher
- Rudolph Fisher
- Clyde Fitch
- Geraldine Fitzgerald
- James Montgomery Flagg
- Joe Foy, jugador debaseball
- Frankie Frisch, jugador de basebal
- Antoinette Perry Frueauff

## G
- Tommy Gagliano
- Lindley Miller Garrison
- Francis Patrick Garvan
- John Warne Gates
- Charles Sidney Gilpin
- Thomas F. Gilroy, Alcalde de Nueva York
- Ambrosio José Gonzales
- Jay Gould
- Archibald Gracie
- Archibald Gracie III, General confederado
- Archibald Gracie IV, Titanic superviviente
- Charles K. Graham, General de la Unión e ingeniero civil
- George Bird Grinnell, antropólogo, historiador, naturalista, y escritor.
- Lawrence Grossmith, actor inglés
- Simon Guggenheim

## H
- La Familia Haffen family deof Haffen Brewing Company está enterrada en la fila de cerveceros.
- Oscar Hammerstein, Sr.
- Lionel Hampton
- W. C. Handy
- Edward Harkness, filántropo
- Lamon V. Harkness, hombre de negocios, accionista en Standard Oil, navegante
- William L. Harkness
- Charles K. Harris
- William Frederick Havemeyer, hombre de negocios, Alcalde de Nueva York
- William Haviland, actor
- Coleman Hawkins
- Millicent Hearst
- August Heckscher
- John Held, Jr.
- Victor Herbert
- Adelaide Herrmann
- Alexander Herrmann
- Christian Archibald Herter
- John D. Hertz, hombre de negocios, propietario de caballos de carreras y criador
- Jim Holdsworth, jugador de baseball
- Celeste Holm, actriz
- Richard Hudnut
- Charles Evans Hughes, 11th Presidente del Tribunal Supremo de Estados Unidos
- Frederick P. Hummel
- Harold Hunter, skater
- Arabella Huntington – cenotfio, enterrada en California
- Collis P. Huntington
- Barbara Hutton
- Henry Baldwin Hyde

## J
- Milt Jackson
- Illinois Jacquet
- Fanny Janauschek
- Bumpy Johnson
- Augustus D. Juilliard

## K
- Hermann Jakob Knapp
- Felix Knight
- Pedro Knight
- Fritz Kreisler

## L
- Fiorello La Guardia
- Scott La Rock
- Daniel S. Lamont
- Walter W. Law
- Canada Lee
- Henry Lehman
- Frank Leslie
- J. C. Leyendecker, ilustrador
- Harold Lockwood
- Frank Belknap Long, autor de terror
- Mansfield Lovell, oficial confederado
- August Guido Lüchow, restaurador
- George Platt Lynes

## M
- A. Kingsley Macomber, hombre de negocios, criador de caballos de raza
- Rowland Macy
- Frankie Manning, bailarín, instructor, coreógrafo
- Martha Mansfield
- Vito Marcantonio, político
- Dewey Markham
- Alfred Erskine Marling
- Louis Marx, comerciante de juguetes
- Bat Masterson, abogado, escritor
- Victor Maurel
- William McAdoo
- Josiah Calvin McCracken
- Alice Foote MacDougall, restaurador
- George A. McGuire
- Jackie McLean, músico
- George McManus, dibujante
- Roi Cooper Megrue, dramaturgo
- Marie Mattingly Meloney
- Herman Melville, autor
- Dean Meminger
- Mario Merola (1922–1987), abogado, concejal de Nueva York y fiscal de distrito del condado de Bronx
- William P. Merrill
- Harry F. Millarde (1885–1931), actor de cine mudo y director
- Cyrus Miller, jugador de lacrosse
- Gilbert Miller
- Marilyn Miller
- Norma Miller
- Florence Mills
- John Purroy Mitchel, Alcalde de Nueva York
- John Bassett Moore
- George L. K. Morris (1905–1975), artista cubista, escritor y editor
- Paul Morton
- Robert Moses
- Bernarr McFadden

## N
- Thomas Nast, caricaturista político
- LeRoy Neiman, artista
- Harold Nicholas
- Ruth Rowland Nichols
- Hideyo Noguchi
- James W. Nye

## O
- Blanche Oelrichs
- Hermann Oelrichs
- William Butler Ogden
- Chauncey Olcott
- Joe "King" Oliver
- Dave Orr
- Marcus Otterbourg

## P
- Augustus G. Paine, Jr.
- Felix Pappalardi
- Dorothy Parker (cenizas enterrada en Woodlawn en 2020)<ref>
- James Cash Penney
- Antoinette Perry, actriz, director y cofundador de la American Theatre Wing
- Alex Pompez
- Generoso Pope
- George B. Post
- Otto Preminger, director de cine
- Samuel I. Prime
- Frederick Freeman Proctor, vaudeville empresario
- Joseph Pulitzer, propietario de periódico y fundador de los Premios Pulitzer
- Mihajlo Pupin
- Hovsep Pushman (1877–1966)

## R
- Charles Ranhofer
- Norman B. Ream
- Theodor Reik
- Gaetano Reina
- Lance Reventlow
- Grantland Rice
- Vincent Richards
- Tex Rickard
- Max Roach
- Delmar "Barney" Roos
- Margaret Rudkin, Pepperidge Farm
- Dick Rudolph
- Damon Runyon

## S
- Alexander P. de Seversky
- Louis Sherry
- Ada "Bricktop" Smith
- Ruth Brown Snyder, asesino
- Elizabeth Cady Stanton
- Joseph Stella, artist
- Josef Stránský
- Ida Straus
- Isidor Straus
- William Lafayette Strong, Alcalde de Nueva York
- William Matheus Sullivan
- Karl Struss

## T
- Arthur Fitzwilliam Tait, artista
- Jōkichi Takamine
- Clarice Taylor
- Ben Teal
- Jerry Thomas
- Olive Thomas
- James Walter Thompson
- Lloyd Tilghman
- Dan Topping
- Henry E. Tremain
- Ada Bampton Tremaine
- Cicely Tyson

## U
- Vladimir Ussachevsky
- Gladys Unger
- Irwin Untermyer
- Samuel Untermyer

## V
- Abraham Van Buren
- Robert Anderson Van Wyck
- Virginia Fair Vanderbilt

## W
- Madam C. J. Walker
- Arthur Mellen Wellington
- William Collins Whitney
- Bert Williams
- Ann Woodward
- Frank Winfield Woolworth
- James Hood Wright